# Bolland (ruisseau)
Pour les articles homonymes, voir Bolland (homonymie).
Le Bolland est un ruisseau de Belgique, affluent en rive gauche de la Berwinne faisant partie du bassin versant de la Meuse. 

## Parcours

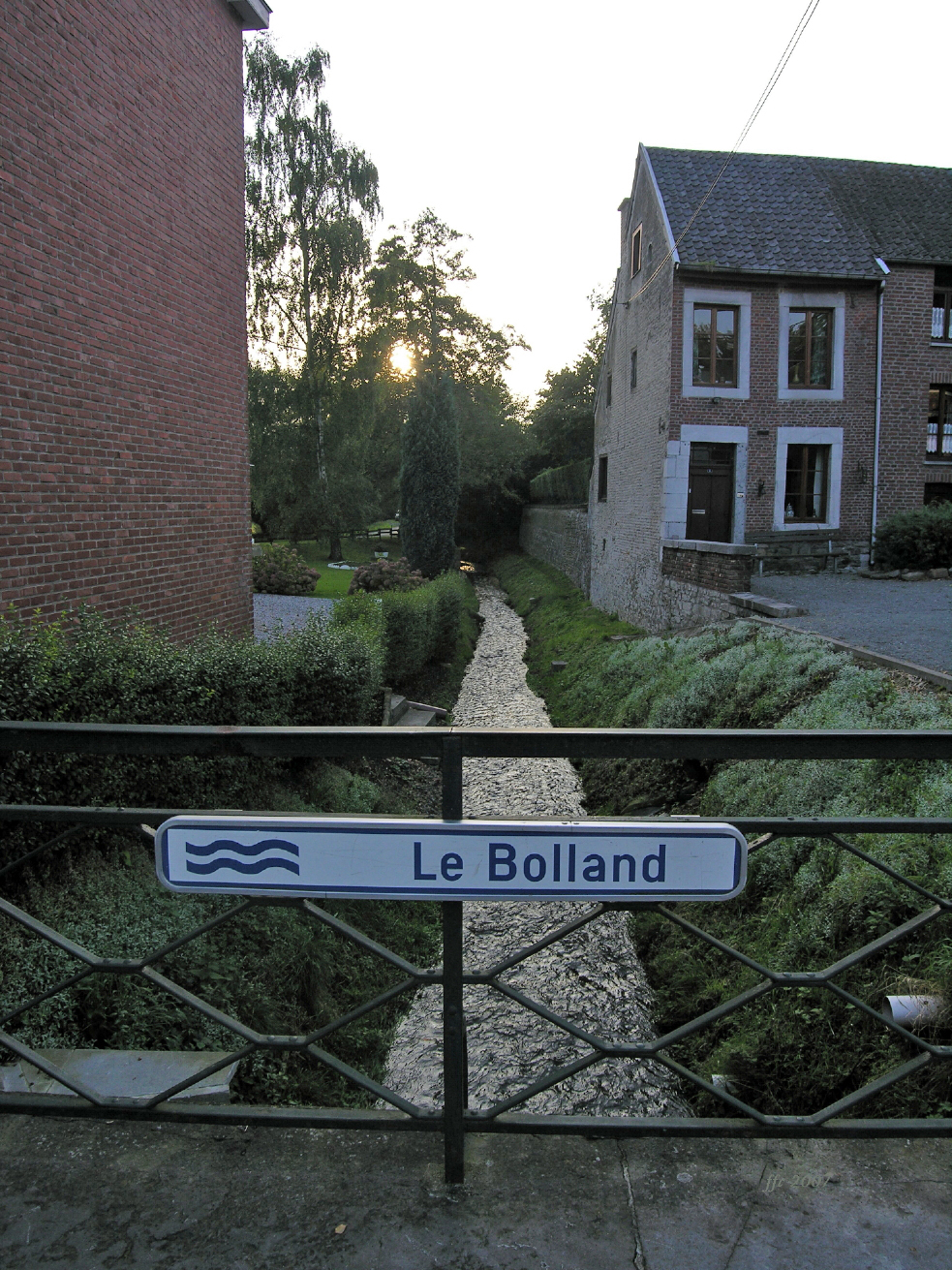
Le Bolland à Bolland (Herve)

Le Bolland prend sa source entre Gurné et Bellefontaine, à un kilomètre au nord-ouest du centre de Herve. Il passe par le village de Bolland où, canalisé, il alimente les étangs du château et passe ensuite sous la place du Wirhet, près de l'ancienne maison communale. Il traverse ensuite les anciennes communes de Melen, Cerexhe-Heuseux, Blegny, Barchon, Housse, Saint-Remy, Feneur et Dalhem. À Feneur, il alimentait trois moulins, dont un reste en activité. Le Bolland se jette dans la Berwinne à Dalhem. Son parcours, situé dans le pays de Herve, a une longueur totale de 13,5 kilomètres.

## Biodiversité
Les alentours du ruisseau de Bolland est assez riche au niveau de la biodiversité. Cette rivière est située dans un environnement bocager et le fond de la vallée est constitué, à certains endroits, de peupliers et d'aulnes,.
Une station d'épuration de 6 200 équivalents habitants construite à Saint-Remy a permis de rendre en partie sa biodiversité à ce ruisseau et à celui du Bacsay.